# Prairie Hockey League
Die Prairie Hockey League (PrHL bzw. PHL) war eine nordamerikanische Eishockey-Minor League, die von 1926 bis 1928 existierte.

## Geschichte
Die Prairie Hockey League wurde 1926 von vier Mannschaften der im selben Jahr aufgelösten Major League Western Hockey League gegründet. Die Teams aus Calgary, Edmonton, Regina und Saskatoon erhofften sich langfristig den Spielbetrieb in einer Minor League fortsetzen zu können. Einzig die Moose Jaw Warriors wurden eigens für den Spielbetrieb der Prairie Hockey League neugegründet. Bereits zur zweiten Spielzeit der Prairie Hockey League musste die Liga auf drei Teilnehmer reduziert werden, ehe sie 1928 endgültig eingestellt wurde. Die vier ehemaligen WHL-Teilnehmer Calgary, Edmonton, Regina and Saskatoon liefen erst wieder zur Saison 1932/33 in der Western Canada Hockey League, die in der Tradition der ursprünglichen Western Hockey League stand, auf.

## Teams
- Calgary Tigers (1926–1927)
- Edmonton Eskimos (1926–1927)
- Moose Jaw Maroons (1927–1928)
- Moose Jaw Warriors (1926–1927)
- Regina Capitals (1926–1928)
- Saskatoon Sheiks (1926–1928)

## Meister
- 1926/27: Calgary Tigers
- 1927/28: Saskatoon Sheiks